# يولا بيروكال
يولاندا ديل برادو باسكوال بيروكال، المعروفة بإسم يولا بيروكال (بالإسبانية: Yola Berrocal) هي شخصية إعلامية إسبانية، عملت كراقصة ومغنية وممثلة، ولدت في 15 سبتمبر 1970 في ثيوداد ريال في إسبانيا.

## روابط خارجية
- Yola Berrocal على موقع IMDb (الإنجليزية)
- Yola Berrocal على موقع قاعدة بيانات الفيلم (الإنجليزية)